# Una Merkel

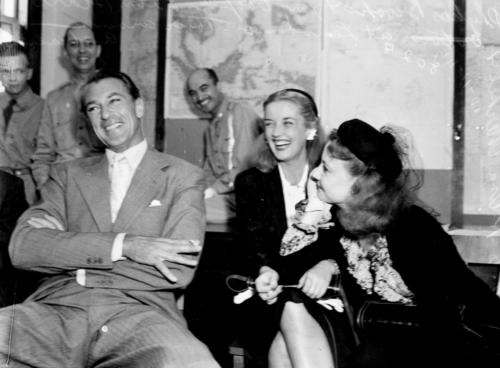
Una Merkel (rechts) mit Gary Cooper und Phyllis Brooks (1943)

Una Merkel (* 10. Dezember 1903 in Covington, Kentucky; † 2. Januar 1986 in Los Angeles, Kalifornien) war eine US-amerikanische Schauspielerin.

## Leben

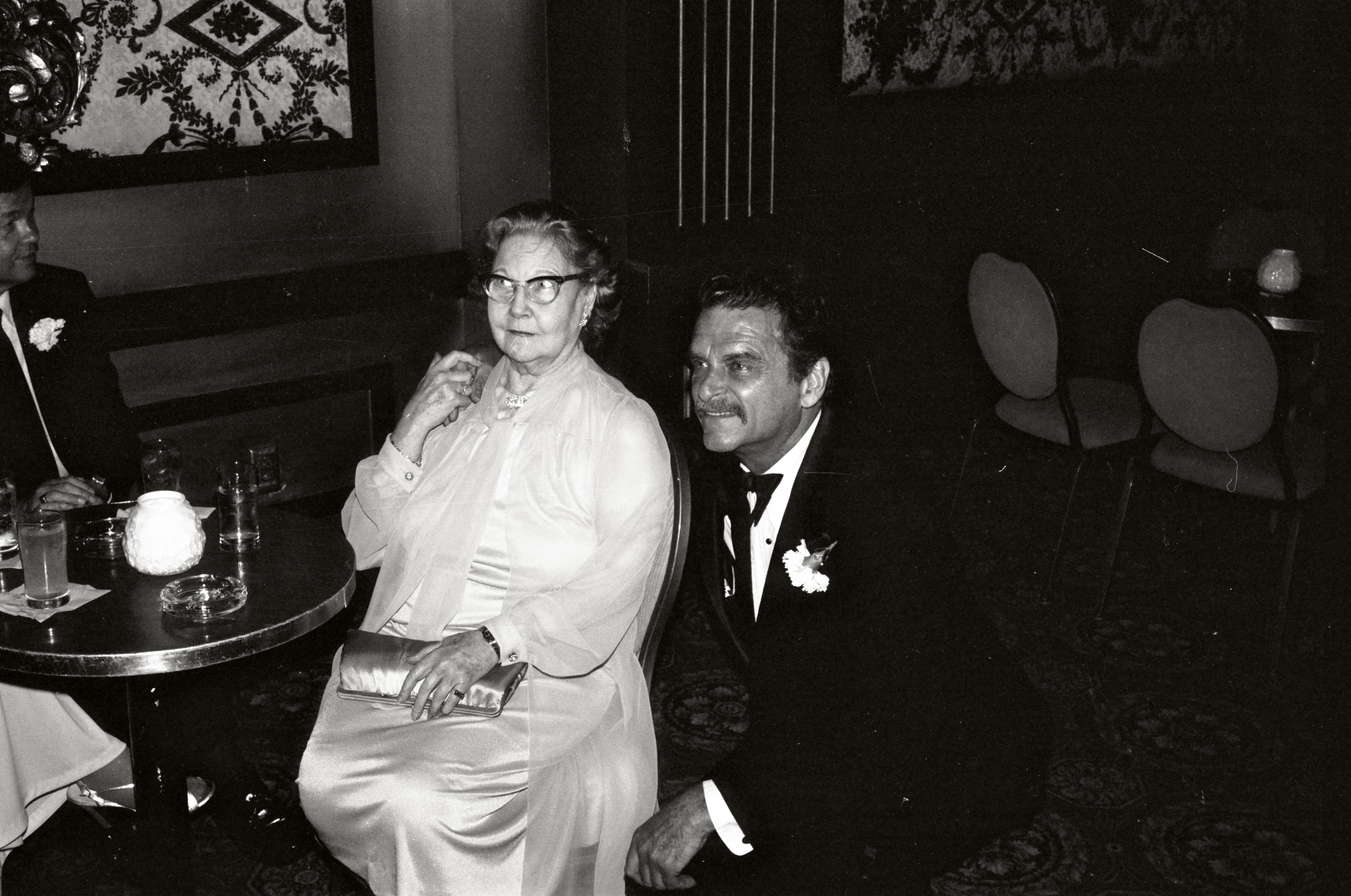
Una Merkel mit Henry Brandon, National Film Society Convention, Mai 1979

Una Merkel wurde als Tochter eines Handelsmannes geboren und wuchs während ihrer Jugend an verschiedenen Orten in den Südstaaten auf. In New York besuchte sie die Alviene School of Dramatic Art. In Hollywood arbeitete sie in den 1920er-Jahren als Double von Lillian Gish bei einigen Stummfilmen. Sie blieb allerdings zunächst nicht beim Film, sondern ging nach New York City, um am Broadway Theater zu spielen. Dort gab sie im Februar 1923 ihren Einstand mit Two by Two. 1930 stellte sich der Erfolg mit Girl Crazy ein.
Nach Hollywood kam sie erst wieder 1930, als sie unter anderem Ann Rutledge in David Wark Griffiths Filmbiografie Abraham Lincoln spielte. In den folgenden Jahren verlegte sich Merkel vor allem auf zahlreiche, meist komische Nebenrollen. Einen ihrer bekanntesten Auftritte hatte sie 1939 in dem Comedy-Western Der große Bluff, in dem sie sich eine Saloonrauferei mit Marlene Dietrich liefert. Daneben verkörperte sie unter anderem die Chorsängerin Lorraine im Busby-Berkeley-Musicalfilm Die 42. Straße (1933) sowie die nervige Tochter von W. C. Fields in der Komödie Der Bankdetektiv (1940). In den 1940er-Jahren musste sie sich mit Rollen in zumeist zweitklassigen Filmen begnügen. Der Überraschungserfolg der Komödie Kill the Umpire (1950) an der Seite von William Bendix verschaffte ihr jedoch anschließend wieder Rollen in größeren Filmen, wobei sie nun meist Mütter oder Haushälterinnen spielte. Ab den 1950er-Jahren wandte sich Merkel wieder verstärkt der Bühne zu, besonders hatte sie mit The Ponder Heart von Eudora Welty erneut Erfolg und wurde mit dem Tony Award ausgezeichnet. Im Jahr 1962 erhielt sie eine Oscar-Nominierung als beste Nebendarstellerin für ihre Rolle in Sommer und Rauch von Peter Glenville.
Ihr letzter Film war Sag niemals ja mit Elvis Presley aus dem Jahre 1966. Anschließend zog sie sich ins Privatleben zurück. Von 1932 bis zur Scheidung 1947 war sie mit Ronald L. Burla verheiratet, das Ehepaar hatte keine Kinder. Für ihr Filmschaffen wurde Una Merkel mit einem Stern auf dem Hollywood Walk of Fame geehrt.

## Filmografie (Auswahl)
- 1924: The Fifth Horseman
- 1930: Abraham Lincoln
- 1930: The Bat Whispers
- 1931: Der Malteser Falke (The Maltese Falcon)
- 1931: Private Lives
- 1932: Man Wanted
- 1932: They Call It Sin
- 1932: Feuerkopf (Red-Headed Woman)
- 1932: Flirt (Huddle)
- 1933: Midnight Mary
- 1933: Die 42. Straße (42nd Street)
- 1933: The Secret of Madame Blanche
- 1933: Rendez-vous in Wien (Reunion in Vienna)
- 1933: Sexbombe (Bombshell)
- 1933: Herz zu verschenken (Beauty for Sale)
- 1933: Menu (Kurzfilm)
- 1934: Harold Lloyd, der Strohmann (The Cat's Paw)
- 1934: Murder in the Private Car
- 1934: Die lustige Witwe (The Merry Widow)
- 1934: Bulldog Drummond schlägt zurück (Bulldog Drummond Strikes Back)
- 1934: Ich kämpfe für dich (Evelyn Prentice)
- 1935: Broadway-Melodie 1936 (Broadway Melody of 1936)
- 1935: Das Rätsel von Zimmer 309 (One New York Night)
- 1936: Zum Tanzen geboren (Born to Dance)
- 1937: Saratoga
- 1937: Ein Mordsschwindel (True Confession)
- 1939: On Borrowed Time
- 1939: Der große Bluff (Destry Rides Again)
- 1940: Der Bankdetektiv (The Bank Dick)
- 1941: Der Weg nach Sansibar (Road to Zanzibar)
- 1943: This Is the Army
- 1947: It’s a Joke, Son!
- 1950: Kill the Umpire
- 1950: My Blue Heaven
- 1951: Golden Girl
- 1951: Hübsch, jung und verliebt (Rich, Young and Pretty)
- 1952: Die lustige Witwe (The Merry Widow)
- 1952: Mit einem Lied im Herzen (With a Song in My Heart)
- 1955: Der Mann aus Kentucky (The Kentuckian)
- 1956: Na, na, Fräulein Mutti! (Bundle of Joy)
- 1959: The Mating Game
- 1961: Die Vermählung ihrer Eltern geben bekannt (The Parent Trap)
- 1961: Sommer und Rauch (Summer and Smoke)
- 1963: Summer Magic
- 1964: A Tiger Walks
- 1966: Sag niemals ja (Spinout)